# Brinckochrysa scelestes
Brinckochrysa scelestes is een insect uit de familie van de gaasvliegen (Chrysopidae), die tot de orde netvleugeligen (Neuroptera) behoort. 
Brinckochrysa scelestes is voor het eerst wetenschappelijk beschreven door Banks in 1911.